# 서울동부지방검찰청
서울동부지방검찰청(서울東部地方檢察廳)은 서울동부지방법원에 대응하여 항소사건에 대한 소송 유지 및 항고사건 처리와 행정소송을 비롯해 국가를 당사자로 하는 소송 사건을 수행하고 진행을 돕기 위하여 설립된 대한민국 검찰청 산하 서울고등검찰청 소속 기관으로, 청사는 서울특별시 송파구 정의로 30(문정동 649)에 있다. 서울동부지방검찰청의 검사장은 차관급 예우를 받는다.
본래 청사는 서울특별시 광진구 자양동 구의역 앞에 있었다가, 2017년 3월 6일 서울동부지방법원과 함께 송파구 문정동으로 이전했다. 옛 자양동 청사는 철거된 후 광진구청이 신축될 예정이다.

## 연혁
- 1971년 8월 2일 서울시 서대문구 서소문동 서울지방법원 별관 서울지방검찰청 성동지청 개청
- 1972년 3월 1일 서울시 성동구 구의동 산56 청사 준공 및 이전
- 1981년 2월 1일 서울지방검찰청 동부지청으로 명칭 변경
- 1982년 9월 1일 3층에서 4층으로 증축 착공
- 1982년 12월 24일 청사 증축 준공
- 1985년 9월 9일 지하1층 지상 3층 별관 신축 착공
- 1986년 7월 5일 별관 준공
- 1994년 1월 1일 종합민원실 설치
- 2004년 2월 1일 서울동부지방검찰청으로 개칭
- 2004년 6월 1일 지하1층 지상3층 신관 신축 청사 증축
- 2004년 10월 18일 신축 청사 준공
- 2007년 7월 7일 신관4층 증축
- 2007년 8월 27일 신관4층 준공
- 2009년 9월 7일 지상3층 청사 증축
- 2009년 12월 18일 지상3층 증축 준공
- 2011년 11월 23일 동부지검 소속 신원불상의 모 검사가 여성 피의자와 불기소 처분을 조건으로 성추행한 수 성관게를 가진 사실이 발각 됨
- 2014년 9월 27일 서울 송파구 문정동 지하1층 지상14층 청사 이전 착공
- 2017년 3월 2일 문정동 청사 준공

## 관할 구역
- 서울특별시
  - 4개구: 강동구, 광진구, 성동구, 송파구

## 조직

### 지방검찰청장

#### 차장검사

##### 형사 제1부
인권·명예보호 전담부
- 조사과

##### 형사 제2부
환경·보건범죄 전담부

##### 형사 제3부
강력범죄 전담부

##### 형사 제4부
공정거래·경제법죄 전담부

##### 형사 제5부
금융·조세범죄전담부
- 수사과

##### 형사 제6부
기업·노동범죄 전담부

##### 공판부
- 공판과

##### 사무국
- 총무과
- 사건과
- 집행과

## 역대 검사장

### 서울지방검찰청 성동지청장
- 제1대 주문기 1971년 9월 10일 ~ 1973년 4월 5일
- 제2대 김용인 1973년 4월 8일 ~ 1974년 8월 31일
- 제3대 정명래 1974년 9월 1일 ~ 1977년 2월 20일
- 제4대 정치근 1977년 2월 21일 ~ 1979년 2월 28알
- 제5대 도태구 1979년 3월 2일 ~ 1980년 6월 11일
- 제6대 백광현 1980년 6월 12일 ~ 1980년 8월 6일
- 제7대 강달수 1980년 8월 7일 ~ 1981년 4월 24일

### 서울지방검찰청 동부지청장
- 제8대 김주한 1981년 4월 27일 ~ 1982년 6월 18일
- 제9대 윤종수 1982년 8월 16일 ~ 1983년 8월 16일
- 제10대 하일부 1983년 8월 17일 ~ 1985년 3월 12일
- 제11대 김성곤 1985년 3월 12일 ~ 1986년 5월 2일
- 제12대 조우현 1986년 5월 3일 ~ 1987년 6월 14일
- 제13대 이건방 1987년 6월 15일 ~ 1988년 8월 29일
- 제14대 정용식 1988년 9월 1일 ~ 1989년 8월 31일
- 제15대 이영학 1989년 9월 1일 ~ 1990년 11월 5일
- 제16대 김종구 1990년 11월 5일 ~ 1991년 7월 31일
- 제17대 김태정 1991년 8월 1일 ~ 1992년 7월 28일
- 제18대 김상수 1992년 8월 6일 ~ 1993년 3월 16일
- 제19대 신현무 1993년 3월 28일 ~ 1993년 9월 20일
- 제20대 이태창 1993년 9월 24일 ~ 1994년 9월 15일
- 제21대 이명재 1994년 9월 23일 ~ 1995년 9월 19일
- 제22대 조준웅 1995년 9월 27일 ~ 1997년 8월 13일
- 제23대 송광수 1997년 8월 27일 ~ 1998년 3월 21일
- 제24대 김대웅 1998년 3월 31일 ~ 1999년 2월 28일
- 제25대 정충수 1999년 3월 2일 ~ 1999년 6월 8일
- 제26대 김성호 1999년 6월 17일 ~ 2000년 7월 14일
- 제27대 정상명 2000년 7월 26일 ~ 2001년 5월 30일
- 제28대 임승관 2001년 6월 14일 ~ 2002년 2월 17일
- 제29대 고영주 2002년 2월 18일 ~ 2002년 8월 18일
- 제30대 신언용 2002년 8월 26일 ~ 2003년 3월 31일
- 제31대 김회선 2003년 4월 1일 ~ 2004년 1월 31일

### 서울동부지방검찰청장
- 제1대 명동성 2004년 2월 1일 ~ 2004년 5월 31일
- 제2대 황선태 2004년 6월 1일 ~ 2005년 4월 4일
- 제3대 김희옥 2005년 4월 6일 ~ 2005년 9월 8일
- 제4대 선우영 2005년 9월 12일 ~ 2007년 2월 28일
- 제5대 이승구 2007년 3월 5일 ~ 2008년 3월 9일
- 제6대 이복태 2008년 3월 10일 ~ 2009년 1월 18일
- 제7대 김종인 2009년 1월 19일 ~ 2009년 8월 11일
- 제8대 박한철 2009년 8월 12일 ~ 2010년 7월 14일
- 제9대 이재원 2010년 7월 15일 ~ 2011년 8월 21일
- 제10대 송해은 2011년 8월 22일 ~ 2012년 7월 17일
- 제11대 석동현 2012년 7월 18일 ~ 2012년 11월 26일
- 제12대 한명관 2012년 11월 27일 ~ 2013년 4월 8일
- 제13대 황윤성 2013년 4월 10일 ~ 2013년 12월 23일
- 제14대 송찬엽 2013년 12월 24일 ~ 2015년 2월 10일
- 제15대 박민표 2015년 2월 11일 ~ 2015년 12월 23일
- 제16대 봉욱 2015년 12월 24일 ~ 2017년 5월 22일
- 제17대 조희진 2017년 8월 1일 ~ 2018년 6월 21일
- 제18대 한찬식 2018년 6월 22일 ~ 2019년 7월 30일
- 제19대 조남관 2019년 7월 31일 ~ 2020년 1월 12일
- 제20대 고기영 2020년 1월 13일 ~ 2020년 4월 27일
- 제21대 이수권 2020년 4월 28일 ~ 2020년 8월 10일
- 제22대 김관정 2020년 8월 11일 ~ 2021년 6월 10일
- 제23대 심우정 2021년 6월 11일 ~ 2022년 6월 26일
- 제24대 임관혁 2022년 6월 27일 ~ 2023년 9월 6일
- 제25대 황병주 2023년 9월 7일 ~ 2024년 5월 15일
- 제26대 박세현 2024년 5월 16일 ~ 2024년 9월 22일
- 제27대 양석조 2024년 9월 23일 ~ 2025년 7월 4일
- 제28대 임은정 2025년 7월 4일 ~

## 사진 모음

서울동부지방검찰청
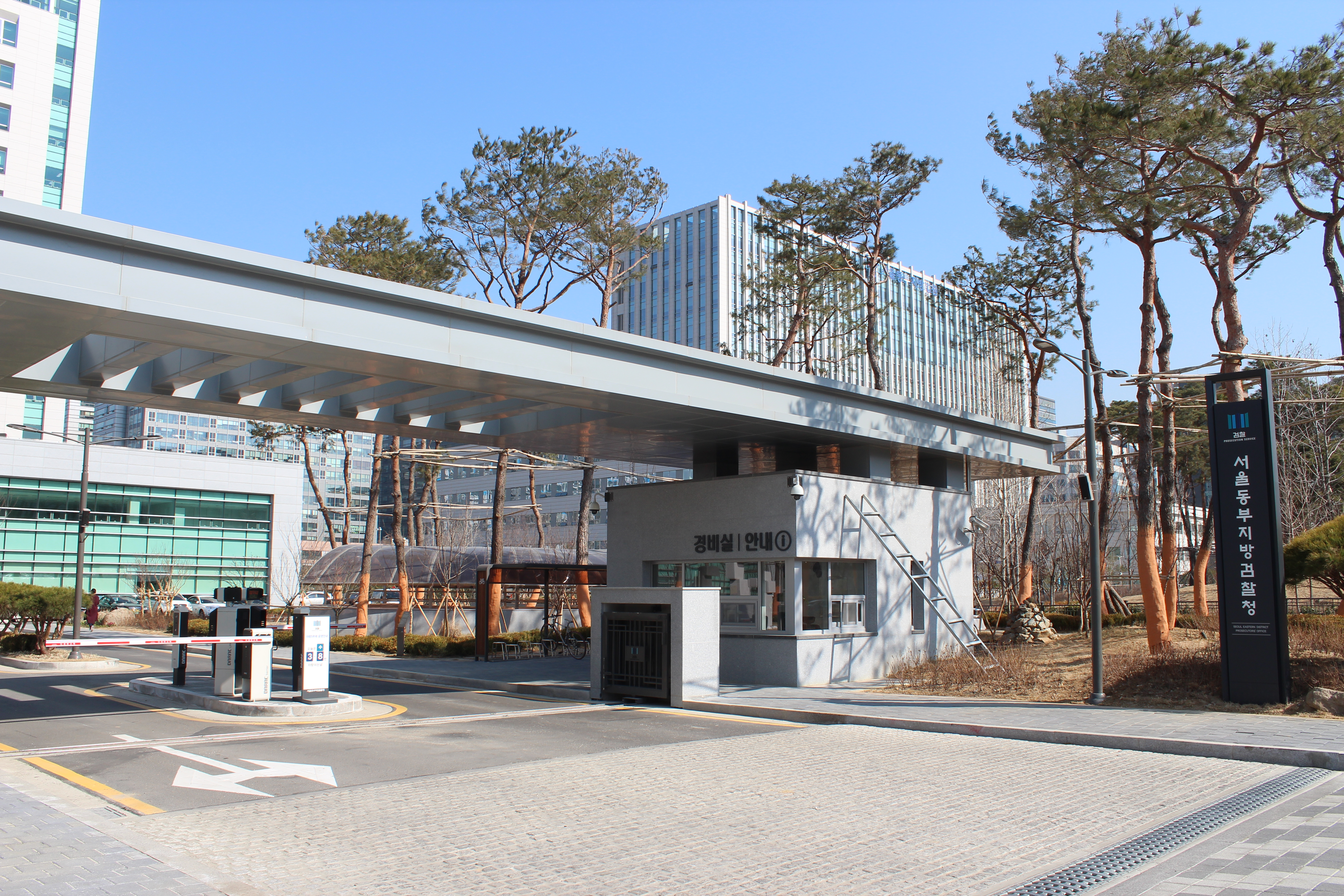
서울동부지방검찰청 경비실.